# Discontinuous Current Mode
Discontinuous Current Mode, Discontinuous Conduction Mode (kurz DCM, etwa: „nichtkontinuierlicher Stromfluss“), lückender Betrieb oder Lückbetrieb ist ein Begriff aus der Leistungselektronik in Bezug zu Schaltreglern. Er bedeutet, dass der Strom in der Speicherdrossel innerhalb eines Schaltzyklus bis auf Null zurückgeht.
Der Gegensatz zu diesem Betriebsmodus ist der Continuous Current Mode.

## Vorteile
- lediglich Schaltverluste beim Ausschalten

## Nachteile
- Jedes Mal, wenn der Strom in der Spule null wird (Abkommutieren), wird eine gedämpfte Schwingung (Klingeln) im Schwingkreis angeregt, der sich aus der Spuleninduktivität und den parasitären Kapazitäten (Spule, Diode, Transistor) ergibt. Diese Schwingungen verursachen Störemissionen und können möglicherweise sogar die Schaltung schädigen oder zerstören.
- Da der Zusammenhang zwischen Tastgrad und Ausgangsspannung nichtlinear ist, ist beim Entwurf nicht ohne Weiteres eine Kleinsignalanalyse (AC-Analyse) möglich. Die Stabilitätsüberprüfung ist damit schwierig.